# Bouches-du-Cattaro
Pour les articles homonymes, voir Bouches.
1809–1811
Entités suivantes :
- Raguse

La province des Bouches-du-Cattaro est une ancienne subdivision des Provinces illyriennes, sous contrôle de l'Empire français, qui a existé entre 1809 et 1811.

## Histoire
Le littoral adriatique de l'empire d'Autriche est occupé par l'Empire français en 1805-1806 après la guerre de la troisième coalition et le traité de Presbourg. En 1809, le traité de Schönbrunn consacre formellement cette occupation : la région est annexée par l'Empire français pour former les provinces illyriennes, puis organisée le 25 décembre 1809 : la province des Bouches-du-Cattaro est alors constituée. Le chef-lieu est fixé à Cattaro (actuelle Kotor au Monténégro).
La nouvelle province correspond au nord de l'ancienne Albanie vénitienne (le sud étant annexé par l'Empire ottoman), de Cattaro à Spizza (actuelle Sutomore). Elle s'étend sur le pourtour des bouches de Kotor (une baie formée de quatre golfes surplombés de hautes montagnes, dans l'actuel Monténégro), ainsi que, au sud, sur une trentaine de kilomètres du rivage Adriatique. Les localités principales sont, en suivant la côte du nord au sud, Castel-Nuovo, Rixano, Perasto, Cattaro et Budua. Les Bouches-du-Cattaro sont la province la plus méridionale des provinces illyriennes, au sud de la province de Dalmatie.
Vers 1809, sa population est estimée à 30 000 habitants.
Les provinces illyriennes sont réorganisées le 15 avril 1811 : les Bouches-du-Cattoro sont supprimées et intégrées dans la nouvelle province de Raguse. Celle-ci disparait à son tour en 1814 avec l'occupation des provinces illyriennes par l'empire d'Autriche, auquel elles sont attribuées par le congrès de Vienne.